# 刘维维
刘维维（1957年—），汉族，中华人民共和国政治人物、第十一届全国政协委员。
加入中国民主同盟，担任民盟中央委员、中国东方歌舞团一级演员。2008年，当选第十一届全国政协委员，代表文化艺术界，分入第二十六组。